# Cuterebra lepivora
Cuterebra lepivora är en tvåvingeart som beskrevs av Daniel William Coquillett 1898. Cuterebra lepivora ingår i släktet Cuterebra och familjen styngflugor. Inga underarter finns listade i Catalogue of Life.